# Musée d'art Oliewenhuis
Le Musée d'art Oliewenhuis (Oliewenhuis Art Museum) est une annexe du musée national de Bloemfontein en Afrique du Sud.
Ancienne résidence à Bloemfontein du Président de l'État de la République d'Afrique du Sud, elle a été convertie en galerie d’art en 1985. Le musée est situé 16 Harry Smith St, quartier de Dan Pienaar à Bloemfontein.
La collection permanente présente une grande variété d’art sud-africain, dont un arc de sculpture en plein air.

## Historique
Bâti en 1935 sur les plans de l'architecte William Mollison et de John Stockwing Cleland, le bâtiment d'architecture néo-néerlandais fut aménagé en 1941 pour servir de résidence au gouverneur général de l’Union sud-africaine, puis à partir de 1961, au Président de l'État.
En 1947, le roi George VI, son épouse et ses filles y résidèrent durant leurs trois jours de visite à Bloemfontein.
En 1972, le bâtiment prend officiellement son nom de maison de l'Olive en raison de l’abondance d’oliviers sauvages poussant sur les collines environnantes.
En 1985, la résidence est transférée par le Président Pieter Botha au musée national de Bloemfontein qui y aménage une galerie d’art, inaugurée en 1989.

## Sources
- VIAF
- LCCN
- WorldCat

- « Musée d'art Oliewenhuis », Afriquedusud-decouverte
- (en) « Oliewenhuis Art Museum », South Africa History Online